# Lagunas de Guanacache
Lagunas de Guanacache är en sumpmark i Argentina. Den ligger i den centrala delen av landet, 900 km väster om huvudstaden Buenos Aires.
Omgivningarna runt Lagunas de Guanacache är i huvudsak ett öppet busklandskap. Runt Lagunas de Guanacache är det mycket glesbefolkat, med 3 invånare per kvadratkilometer.